# Heinz Erhardt
Heinz Erhardt (Riga, 20 febbraio 1909 – Amburgo, 5 giugno 1979) è stato un attore, cabarettista, compositore e poeta tedesco.
Annoverato tra i massimi comici tedeschi, nel corso della sua carriera, partecipò ad oltre una cinquantina di film, in gran parte nel periodo compreso tra la fine degli anni quaranta e l'inizio degli anni settanta.
Faceva parte di una "dinastia" di artisti: era il figlio del direttore d'orchestra Gustav Erhardt, il padre del regista Gero Erhardt e il nonno dell'attore Marek Erhardt e della musicista e produttrice discografica Nicola Tyszkiewicz.  A lui è stato intitolato lo Heinz-Erhardt-Park a Wellingsbüttel (Amburgo).

## Biografia
Heinz Erhardt nasce a Riga (oggi Lettonia) nella tarda mattinata del 20 febbraio 1909, ma cresce, oltre che nella sua città natale, a San Pietroburgo, Barsinghausen e Hannover.
Dopo non essere riusciuto ad ottenere il diploma, dal 1926 al 1928, lavora come volontario in un negozio di musica di Lipsia, studiando contemporaneamente al conservatorio flauto e composizione.
Nel 1937, i brani da lui composti andarono in onda per la prima volta in alcune radio di Königsberg e Danzica.
Nel 1941, nel corso della seconda guerra mondiale, viene chiamato alle armi e arruolato in marina. Durante il periodo bellico, viene notato il suo talento comico e diventa così un intrattenitore per le truppe tedesche.
Nel 1946 si trasferisce ad Amburgo, dove fa il suo debutto in teatro recitando in Frauen haben das gerne.
Nel 1949, fa un'apparizione nel film Gesucht wird Majora.
Nel 1957, ottiene il suo primo ruolo cinematografico da protagonista, interpretando il ruolo di Theodor Hagemann nel film Der müde Theodor.
Nel 1961, fonda una propria casa di produzione televisiva, la Heinz Erhardt Productions (HEP).
Il 12 dicembre 1971, viene colpito da un ictus, che gli causa una paralisi e gli toglie l'uso della parola, mettendo fine alla propria carriera.
Muore ad Amburgo il 5 giugno 1979, all'età di 70 anni.

## Filmografia parziale

### Cinema
- Idle Eyes - cortometraggio, regia di Leslie Goodwins (1929)
- Fräulein Mabel - cortometraggio (1949)
- Gesucht wird Majora, regia di Hermann Pfeiffer (1949)
- Liebe auf Eis, regia di Kurt Meisel (1950)
- Ich und meine Schwiegersöhne, regia di Georg Jacoby (1956)
- Mädchen mit schwachem Gedächtnis, regia di Géza von Cziffra (1956)
- II-A in Berlin, regia di Hans Albin (1956)
- Der müde Theodor, regia di Géza von Cziffra (1957)
- Witwer mit 5 Töchtern, regia di Erich Engels (1957)
- So ein Millionär hat's schwer, regia di Géza von Cziffra (1958)
- Vater, Mutter und neun Kinder, regia di Erich Engels (1958)
- Der letzte Fussgänger, regia di Wilhelm Thiele (1960)
- Mein Mann, das Wirtschaftswunder, regia di Ulrich Erfurth (1961)
- La Signorina Miliardo (Freddy und der Millionär), regia di Paul May (1961)
- Donne senza paradiso - La storia di San Michele (Axel Munthe - Der Arzt von San Michele), regia di Giorgio Capitani e Rudolf Jugert (1962)
- Wenn man baden geht auf Teneriffa, regia di Helmuth M. Backhaus (1964)
- Viva Gringo (Das Vermächtnis des Inka), regia di Georg Marischka (1965)
- Danza di guerra per Ringo (Der Ölprinz), regia di Harald Philipp e Alfred Vohrer (1965)
- Come imparai ad amare le donne, regia di Luciano Salce (1966)
- Otto l'eroe delle donne (Otto ist auf Frauen scharf), regia di Franz Antel (1968)
- Professione bigamo, regia di Franz Antel (1969)
- Klein Erna auf dem Jungfernstieg, regia di Hans Heinrich (1969)
- Die Herren mit der weissen Weste, regia di Wolfgang Staudte (1970)
- Willi wird das Kind schon schaukeln, regia di Werner Jacobs (1972)

### Televisione
- Schlager-Expreß - film TV (1953)
- Doddy und die Musketiere - film TV (1964)
- Frau Luna - film TV (1964)
- Das hat man nun davon - film TV (1971)
- Noch 'ne Oper - film TV (1979)

## Programmi televisivi (lista parziale)
- Heinz Erhardt Festival (1961-1963)

## Discografia parziale

### Album
- Was bin ich wieder für ein Schelm (1972)
- Schalk im Nacken (1975)
- Noch'n Gedicht und andere Schwänke aus heiterem Himmel (1978)
- Das hat man nun davon (1979)
- Noch 'n Gedicht (1983)
- Da gibt's gar nichts zu lachen (1993)
- 100 Jahre Heinz Erhardt - Das Beste (2009)

## Opere letterarie

### Poesie (lista parziale)
- Warum die Zitronen sauer wurden
- Die Libelle
- Die Made
- An die Bienen
- Die Kuh
- Noch'n Abschied
- Der rötliche Mars und die Venus